# Championnat d'Irlande de hurling 2010
Navigation
Édition précédente Édition suivante
Le championnat d'Irlande de hurling 2010 (2010 All-Ireland Senior Hurling Championship) est le 114e championnat inter-comté de hurling. Il se dispute au cours du printemps et de l'été 2010. Il oppose 13 équipes représentant 13 des 32 comtés irlandais. L’équipe de Kilkenny GAA, tenant du titre se trouve face au défi d’être la toute première équipe de l’histoire du hurling à remporter un cinquième titre d’affilée. La finale est programmée pour le 5 septembre 2010 à Croke Park à Dublin.

## Organisation de la compétition

### Le calendrier
La compétition se déroule en deux temps. D’abord les équipes se rencontrent au sein de championnats provinciaux, puis entre en jeu au niveau national. Le calendrier se déroule comme suit :
- Tour préliminaire du Leinster, 22 mai 2010
- Quart de finale du Munster, 30 mai 2010
- Tour préliminaire du All-Ireland, 26 juin 2010
- Premier tour du All-Ireland, 3 juillet 2010
- Finale du Leinster, 4 juillet 2010
- Deuxième tour du All-Ireland, 10 juillet 2010
- Finale du Munster, 11 juillet 2010
- Troisième tour du All-Ireland, 17 juillet 2010
- Quarts-de-finale du All-Ireland, 25 juillet 2010
- Première demi-finale du All-Ireland, 8 août 2010
- Deuxième demi-finale du All-Ireland, 15 août 2010
- Finale du All-Ireland, 5 septembre 2010

La compétition se déroule sur la base d’un tournoi par élimination directe. Chaque match se joue sur un seul et unique match. Si un match se termine par un score de parité, il est donné à rejouer. Si ce deuxième match se termine aussi sur un score de parité, on joue alors des prolongations pour départager les deux équipes. Si ces prolongations se terminent sur un nouveau score de parité, le match est de nouveau à rejouer.

### Les équipes participantes
| Équipes       | Province | Couleurs                  | Capitaines             | Entraîneurs     | Dernière victoire | Dernière victoire | Dernière victoire |
| Équipes       | Province | Couleurs                  | Capitaines             | Entraîneurs     | All-Ireland       | Province          | LNH               |
| ------------- | -------- | ------------------------- | ---------------------- | --------------- | ----------------- | ----------------- | ----------------- |
| Antrim GAA    | L        | Safran et blanc           | Paul Shields           | Dinny Cahill    |                   | 2009              |                   |
| Carlow GAA    | L        | Rouge, vert et jaune      | Edward Coady           | Kevin Ryan      |                   |                   |                   |
| Clare GAA     | L        | Safran et bleu            | Brian O'Connell        | Ger O'Loughlin  | 1997              | 1998              | 1978              |
| Cork GAA      | M        | Rouge et blanc            | Kieran 'Fraggy' Murphy | Denis Walsh     | 2005              | 2006              | 1998              |
| Dublin GAA    | L        | Bleu marine et bleu clair | Stephen Hiney          | Anthony Daly    | 1938              | 1961              | 1939              |
| Galway GAA    | L        | Marron et blanc           | Shane Kavanagh         | John McIntyre   | 1988              | 2004              | 2010              |
| Kilkenny GAA  | L        | Noir et ambre             | T. J. Reid             | Brian Cody      | 2009              | 2009              | 2009              |
| Laois GAA     | L        | Bleu et blanc             | Brian Campion          | Niall Rigney    | 1915              | 1949              |                   |
| Limerick GAA  | M        | Vert et blanc             | Brian O'Sullivan       | Justin McCarthy | 1973              | 1996              | 1997              |
| Offaly GAA    | L        | Vert, blanc et or         | Brian Carroll          | Joe Dooley      | 1998              | 1995              | 1991              |
| Tipperary GAA | M        | Bleu et or                | Eoin Kelly             | Liam Sheedy     | 2001              | 2009              | 2008              |
| Waterford GAA | M        | Blanc et bleu             | Stephen Molumphy       | Davy FitzGerald | 1959              | 2007              | 2007              |
| Wexford GAA   | M        | Violet et jaune           | Diarmuid Lyng          | Colm Bonnar     | 1996              | 2004              | 1973              |

### Déroulement de la compétition

#### Championnat du Munster
- Quart de finale : 1 seul match mettant aux prises deux équipes tirées au sort
- Demi-finale : le vainqueur du quart de finale rejoint les trois autres équipes du Munster pour les demi-finales.
- Finale : Les vainqueurs des deux demi-finales s’affrontent pour le titre de champion du Munster

#### Championnat du Leinster
- Premier tour : Un seul match mettant aux prises deux équipes tirées au sort.
- Quarts de finale : Trois matchs mettant aux prises le vainqueur et cinq équipes du Leinster.
- Demi-finales : les trois vainqueurs des quarts de finale rejoignent Kilkenny qui est directement qualifié.
- Finale : Les vainqueurs des deux demi-finales s’affrontent pour le titre de champion du Leinster

#### Qualifications pour le All-Ireland
Les qualifications donnent aux équipes défaites lors des championnats dit-provinciaux une nouvelle chance de remporter le All-Ireland.
- Le tour préliminaire met en lice deux équipes parmi les cinq qui ont échoué à se qualifier pour les demi-finales dans leur province. Ces deux équipes sont tirées au sort. Le vainqueur de ce match se qualifie pour la première phase.
- La première phase consiste en deux matchs opposant le vainqueur du tour préliminaire aux trois autres équipes ayant échoué à se qualifier pour les demi-finales dans leur province. Les deux vainqueurs se qualifient pour la troisième phase.
- La deuxième phase oppose les deux perdants des demi-finales du Leinster aux deux perdants des demi-finales du Munster. Les deux vainqueurs se qualifient pour la troisième phase.
- La troisième phase permet aux deux vainqueurs de la première phase de rencontrer les deux vainqueurs de la deuxième phase. Les deux vainqueurs de ces matchs se qualifient pour les quarts de finale du All-Ireland

#### Le All-Ireland proprement dit
On appelle All-Ireland à proprement parler le tableau final de la compétition (quarts, demi et finale).
- Les quarts de finale sont en fait deux matchs opposant les finalistes des championnats du Leinster et du Munster aux deux vainqueurs de la troisième phase.
- Les demi-finales opposent les champions du Leinster et du Munster aux deux vainqueurs des quarts de finale.
- La finale du All-Ireland oppose les deux vainqueurs des demi-finales.

## Le championnat

### Le championnat du Leinster
|  | Huitièmes de finale | Huitièmes de finale |            |      | Quarts de finale | Quarts de finale |  |  | Demi-finales | Demi-finales |  |  | Finale | Finale |
|  | Huitièmes de finale | Huitièmes de finale |            |      | Quarts de finale | Quarts de finale |  |  | Demi-finales | Demi-finales |  |  | Finale | Finale |
|  |                     |                     |            |      |                  |                  |  |  |              |              |  |  |        |        |
|  |                     |                     |            |      |                  |                  |  |  |              |              |  |  |        |        |
|  |                     |                     |            |      |                  |                  |  |  |              |              |  |  |        |        |
|  |                     |                     |            |      |                  |                  |  |  |              |              |  |  |        |        |
|  |                     |                     |            |      |                  |                  |  |  |              |              |  |  |        |        |
|  |                     |                     |            |      |                  |                  |  |  |              |              |  |  |        |        |
|  | Wexford GAA         | 1-14                |            |      |                  |                  |  |  |              |              |  |  |        |        |
|  | Wexford GAA         | 1-14                |            |      |                  |                  |  |  |              |              |  |  |        |        |
|  |                     | Galway GAA          | 2-22       |      |                  |                  |  |  |              |              |  |  |        |        |
|  |                     | Galway GAA          | 2-22       |      |                  |                  |  |  |              |              |  |  |        |        |
|  |                     |                     |            |      |                  |                  |  |  |              |              |  |  |        |        |
|  |                     |                     |            |      |                  |                  |  |  |              |              |  |  |        |        |
|  | Galway GAA          | 3-16                |            |      |                  |                  |  |  |              |              |  |  |        |        |
|  | Galway GAA          | 3-16                |            |      |                  |                  |  |  |              |              |  |  |        |        |
|  |                     | Offaly GAA          | 2-18       |      |                  |                  |  |  |              |              |  |  |        |        |
|  |                     | Offaly GAA          | 2-18       |      |                  |                  |  |  |              |              |  |  |        |        |
|  |                     |                     |            |      |                  |                  |  |  |              |              |  |  |        |        |
|  |                     |                     |            |      |                  |                  |  |  |              |              |  |  |        |        |
|  | Antrim GAA          | 3-16                |            |      |                  |                  |  |  |              |              |  |  |        |        |
|  | Antrim GAA          | 3-16                |            |      |                  |                  |  |  |              |              |  |  |        |        |
|  |                     | Offaly GAA          | 2-26       |      |                  |                  |  |  |              |              |  |  |        |        |
|  |                     | Offaly GAA          | 2-26       |      |                  |                  |  |  |              |              |  |  |        |        |
|  |                     |                     |            |      |                  |                  |  |  |              |              |  |  |        |        |
|  |                     |                     |            |      |                  |                  |  |  |              |              |  |  |        |        |
|  | Galway GAA          | 1-12                |            |      |                  |                  |  |  |              |              |  |  |        |        |
|  | Galway GAA          | 1-12                |            |      |                  |                  |  |  |              |              |  |  |        |        |
|  |                     | Kilkenny GAA        | 1-19       |      |                  |                  |  |  |              |              |  |  |        |        |
|  | Carlow GAA          | Kilkenny GAA        | 1-19       | 0-10 |                  |                  |  |  |              |              |  |  |        |        |
|  | Carlow GAA          |                     |            | 0-10 |                  |                  |  |  |              |              |  |  |        |        |
|  | Laois GAA           | 1-13                |            |      |                  |                  |  |  |              |              |  |  |        |        |
|  | Laois GAA           | 1-13                | Dublin GAA | 0-25 |                  |                  |  |  |              |              |  |  |        |        |
|  |                     |                     | Dublin GAA | 0-25 |                  |                  |  |  |              |              |  |  |        |        |
|  |                     | Laois GAA           | 0-16       |      |                  |                  |  |  |              |              |  |  |        |        |
|  |                     | Laois GAA           | 0-16       |      |                  |                  |  |  |              |              |  |  |        |        |
|  |                     |                     |            |      |                  |                  |  |  |              |              |  |  |        |        |
|  |                     |                     |            |      |                  |                  |  |  |              |              |  |  |        |        |
|  | Dublin GAA          | 0-12                |            |      |                  |                  |  |  |              |              |  |  |        |        |
|  | Dublin GAA          | 0-12                |            |      |                  |                  |  |  |              |              |  |  |        |        |
|  |                     | Kilkenny GAA        | 4-19       |      |                  |                  |  |  |              |              |  |  |        |        |
|  |                     | Kilkenny GAA        | 4-19       |      |                  |                  |  |  |              |              |  |  |        |        |
|  |                     |                     |            |      |                  |                  |  |  |              |              |  |  |        |        |
|  |                     |                     |            |      |                  |                  |  |  |              |              |  |  |        |        |
|  |                     |                     |            |      |                  |                  |  |  |              |              |  |  |        |        |
|  |                     |                     |            |      |                  |                  |  |  |              |              |  |  |        |        |
|  |                     |                     |            |      |                  |                  |  |  |              |              |  |  |        |        |
|  |                     |                     |            |      |                  |                  |  |  |              |              |  |  |        |        |
|  |                     |                     |            |      |                  |                  |  |  |              |              |  |  |        |        |
|  |                     |                     |            |      |                  |                  |  |  |              |              |  |  |        |        |
|  |                     |                     |            |      |                  |                  |  |  |              |              |  |  |        |        |

| Premier tour | Carlow GAA                                          | 0-10 – 1-13 | Laois GAA                                                                             | O'Moore Park, Portlaoise           |                                    |
| 22 mai 2010  | D Murphy 0-4, C Doyle 0-3, P Kehoe 0-2, D Byrne 0-1 |             | J Fitzpatrick 1-3, M Whelan 0-4, T Fitzgerald 0-3, J Walsh, E Costelloe, J Brophy 0-1 | Arbitrage : J. McGrath (Westmeath) | Arbitrage : J. McGrath (Westmeath) |
| 22 mai 2010  | Rapport                                             |             |                                                                                       | Arbitrage : J. McGrath (Westmeath) | Arbitrage : J. McGrath (Westmeath) |

| Quart de finale | Wexford GAA                                                | 1-14 - 2-22 | Galway GAA                                                                                           | Nowlan Park, Kilkenny                            |                                                  |
| 29 mai 2010     | D Lyng 0-11, T Waters 1-0, H Kehoe, R Jacob, E Quigley 0-1 |             | G Farragher 0-13, J Canning 1-3, K Hynes 1-0, D Hayes 0-2, D Burke, A Smyth, A Harte, A Callanan 0-1 | Spectateurs : 7 877 Arbitrage : J. Sexton (Cork) | Spectateurs : 7 877 Arbitrage : J. Sexton (Cork) |
| 29 mai 2010     | Rapport                                                    |             | | Spectateurs : 7 877 Arbitrage : J. Sexton (Cork) | Spectateurs : 7 877 Arbitrage : J. Sexton (Cork) |

| Quart de finale | Antrim GAA | 3-16 - 2-26          | Offaly GAA | Parnell Park, Dublin                                 |                                                      |
| 30 mai 2010     | N McManus 1-4, S McNaughton 0-5, K McKeegan, C McFall 1-0, J Campbell, K Stewart 0-2, K McGourty, N McAuley, B McFall 0-1 | (après prolongation) | S Dooley 1-10, R Hanniffy 1-1, K Brady, B Carroll, J. Bergin 0-3, O Kealey 0-2, D Molloy, G Healion, C Parlon, D Hayden 0-1 | Spectateurs : 3 500 Arbitrage : A. Stapleton (Laois) | Spectateurs : 3 500 Arbitrage : A. Stapleton (Laois) |
| 30 mai 2010     | Rapport |                      | | Spectateurs : 3 500 Arbitrage : A. Stapleton (Laois) | Spectateurs : 3 500 Arbitrage : A. Stapleton (Laois) |

| Quart de finale | Dublin GAA                                                                                         | 0-25 - 0-16 | Laois GAA                                                                                               | Nowlan Park, Kilkenny                                |                                                      |
| 6 juin 2010     | A McCrabbe, S Durkin 0-5, L Rushe 0-4, J McCaffrey, P Kelly 0-3, P Ryan, S Lambert 0-2, L Ryan 0-1 |             | W Hyland 0-6, J Brophy 0-3, Z Keenan 0-2, James Walsh, T Fitzgerald, M Whelan, C Delaney, J Purcell 0-1 | Spectateurs : 3 961 Arbitrage : C. McAllister (Cork) | Spectateurs : 3 961 Arbitrage : C. McAllister (Cork) |
| 6 juin 2010     | Rapport                                                                                            |             | | Spectateurs : 3 961 Arbitrage : C. McAllister (Cork) | Spectateurs : 3 961 Arbitrage : C. McAllister (Cork) |

| Demi-finale  | Galway GAA                                                                                       | 2-19 - 3-16 | Offaly GAA                                                                                 | Croke Park, Dublin                                   |                                                      |
| 20 juin 2010 | G Farragher, J Canning 1-5, D Burke, I Tannian, D Hayes 0-2, T Óg Regan, A Callanan, N Healy 0-1 |             | S Dooley 1-7, J Bergin 1-2, J Brady 1-1, D Hayden, B Carroll 0-2, R Hanniffy, D Molloy 0-1 | Spectateurs : 25 260 Arbitrage : J. Ryan (Tipperary) | Spectateurs : 25 260 Arbitrage : J. Ryan (Tipperary) |
| 20 juin 2010 | Rapport                                                                                          |             |                                                                                            | Spectateurs : 25 260 Arbitrage : J. Ryan (Tipperary) | Spectateurs : 25 260 Arbitrage : J. Ryan (Tipperary) |

| Demi-finale  | Dublin GAA                                                                       | 0-12 - 4-19 | Kilkenny GAA                                                                                              | Croke Park, Dublin                                |                                                   |
| 20 juin 2010 | A McCrabbe 0-6, P Kelly 0-2, J Boland, M O'Brien, J McCaffrey, D O'Callaghan 0-1 |             | H Shefflin 0-12, A Fogarty 2-0, E Brennan 1-1, R Power 1-0, M Rice, TJ Reid 0-2, M Comerford, R Hogan 0-1 | Spectateurs : 25 260 Arbitrage : D. Kirwan (Cork) | Spectateurs : 25 260 Arbitrage : D. Kirwan (Cork) |
| 20 juin 2010 | Rapport                                                                          |             | | Spectateurs : 25 260 Arbitrage : D. Kirwan (Cork) | Spectateurs : 25 260 Arbitrage : D. Kirwan (Cork) |

| Demi-finale match à rejouer | Galway GAA                                                                                   | 3-16 - 2-18 | Offaly GAA                                                                       | O'Moore Park, Portlaoise         |                                  |
| 26 juin 2010                | D Hayes 2-3, G Farragher 0-6, J Canning 1-3, I Tannian 0-2, A Callanan, A Smith, D Barry 0-1 |             | S Dooley 0-10, J Bergin, G Healion 1-1, B Carroll 0-3, B Murphy 0-2, D Kenny 0-1 | Arbitrage : C. McAllister (Cork) | Arbitrage : C. McAllister (Cork) |
| 26 juin 2010                | Rapport                                                                                      |             |                                                                                  | Arbitrage : C. McAllister (Cork) | Arbitrage : C. McAllister (Cork) |

| Finale         | Galway GAA                                                                                         | 1-12 - 1-19 | Kilkenny GAA                                                                                  | Croke Park, Dublin                                      |                                                         |
| 4 juillet 2010 | G Farragher 0-4, D Hayes 1-1, J Canning 0-2, A Harte, I Tannian, C Donnellan, K Hynes, E Lynch 0-1 |             | H Shefflin 1-7, TJ Reid, R Power 0-3, M Rice 0-2, E Brennan, E Larkin, A Fogarty, R Hogan 0-1 | Spectateurs : 31 376 Arbitrage : M. Wadding (Waterford) | Spectateurs : 31 376 Arbitrage : M. Wadding (Waterford) |
| 4 juillet 2010 | Rapport                                                                                            |             |                                                                                               | Spectateurs : 31 376 Arbitrage : M. Wadding (Waterford) | Spectateurs : 31 376 Arbitrage : M. Wadding (Waterford) |